# Aqueduct Racetrack (línea Rockaway)
 Aqueduct Racetrack  es una estación en la línea Rockaway del Metro de Nueva York de la División B del Independent Subway System antes conocido como el Ramal Rockaway Beach. La estación se encuentra localizada en el barrio Ozone Park, Queens y en el lado oeste de Aqueduct Racetrack. La estación es servida en varios horarios por diferentes trenes del servicio .